# Queensland-Langnasenbeutler

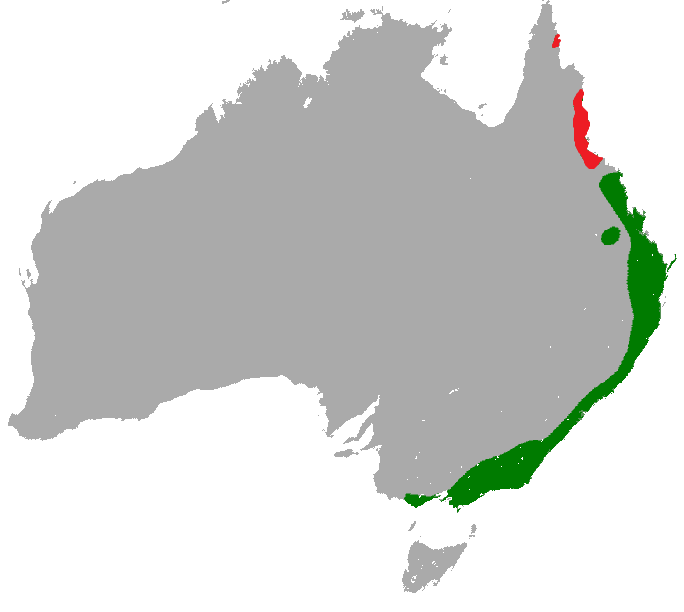
Rot das Verbreitungsgebiet des Queensland-Langnasenbeutlers, grün das des Großen Langnasenbeutlers

Der Queensland-Langnasenbeutler (Perameles pallescens) ist ein Beuteltier aus der Gattung der Langnasenbeutler, das in der nordöstlichen Küstenregion von Queensland von Townsville im Süden bis zur Kap-York-Halbinsel im Norden vorkommt. Er wurde im Jahr 1923 durch den britischen Zoologen Oldfield Thomas als Unterart des Großen Langnasenbeutlers (Perameles nasuta) beschrieben, gilt seit 2016 aber als eigenständige Art. Vergleiche von mitochondrialer und nukleärer DNA (Kern-DNA) ergaben, dass die im südlichen Queensland, in New South Wales und im östlichen Victoria vorkommende Nominatform (P. nasuta nasuta) näher mit dem Tasmanischen Langnasenbeutler (Perameles gunnii) verwandt ist als mit der in den feuchten Tropen lebenden Nordform. Der Vergleich der Schädelmorphologie ergibt aber ein Schwestergruppenverhältnis zwischen dem Queensland-Langnasenbeutler und dem Großen Langnasenbeutler mit Tasmanischen Langnasenbeutler als Schwesterart der Klade von P. pallescens und P. nasuta.

## Merkmale
Der Queensland-Langnasenbeutler hat ein graubraunes Fell auf dem Kopf, dem Rücken und den Körperseiten. Das Bauchfell und die Vorder- und Hinterpfoten sind weißlich oder cremefarben. Die Schnauze ist lang und spitz und die Ohren sind spitz und werden meist aufrecht gehalten.
Vom Großen Langnasenbeutler (Perameles nasuta) unterscheidet der Queensland-Langnasenbeutler sich äußerlich nicht. Allerdings ist die Ausbildung der Zahnhöcker unterschiedlich und den Männchen des Queensland-Langnasenbeutlers fehlt der Scheitelkamm oder ist nur sehr rudimentär ausgebildeten. Vom Tasmanischen Langnasenbeutler und vom Streifen-Langnasenbeutler (Perameles bougainville) kann der Queensland-Langnasenbeutler vor allem durch die fast einheitliche Färbung der Körperseiten unterschieden werden, während die zwei anderen Arten auf den hinteren Körperseiten zwei bis vier helle, senkrecht verlaufende Streifen zeigen. Weitere Unterschiede betreffen die Zahnmorphologie und beim Streifen-Langnasenbeutler auch die Schädelmorphologie. Der Queensland-Langnasenbeutler ist deutlich größer als der Tasmanische Langnasenbeutler und der Streifen-Langnasenbeutler.

## Lebensraum
Der Queensland-Langnasenbeutler kommt in Regenwäldern, feuchten immergrünen Laubwäldern, in Sümpfen und auf Farmland vor. Im Vergleich zum Großen Langnasenbeutler ist der Queensland-Langnasenbeutler selten.